# Río Blies
El río Blies es un afluente por la derecha del Sarre en el suroeste de Alemania (Sarre) y el noreste de Francia (Mosela). El Blies nace de tres manantiales en Hunsrück, cerca de Selbach (Alemania). Tiene unos 100 km de longitud y desemboca en la ciudad francesa de Sarreguemines. Atraviesa Sankt Wendel, Ottweiler, Neunkirchen, Bexbach, Homburg y Blieskastel (Blieskastel debe su nombre al río). Su tramo inferior delimita parte de la frontera franco-alemana. El tramo dentro de Francia y en la frontera franco-alemana tiene una longitud de 19,7 km.

### Afluentes
Los afluentes del Blies son, del nacimiento a la desembocadura
- Todbach (izquierda)
- Oster (izquierda)
- Mutterbach (derecha)
- Erbach (izquierda)
- Lambsbach (izquierda)
- Schwarzbach (izquierda)
- Würzbach (derecha)
- Hetschenbach (izquierda)
- Gailbach (izquierda)
- Mandelbach (derecha)

## Segunda Guerra Mundial
Los combates tuvieron lugar en el Blies durante la campaña de Lorena, librada de septiembre a diciembre de 1944 por el Tercer Ejército de los Estados Unidos, dirigido por George S. Patton. La 35ª División de Infantería luchó a lo largo del Blies tras su batalla en Sarreguemines a principios de diciembre, la primera parte del asalto más amplio al Muro Oeste.